# Camaldoli

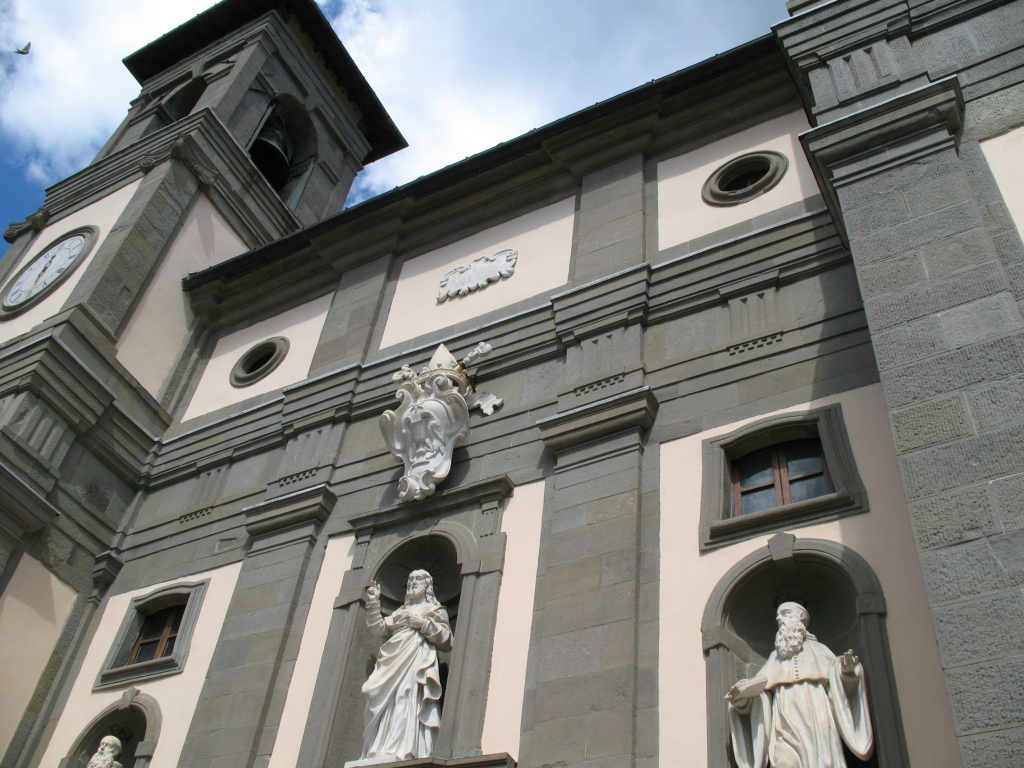
Kościół w eremie w Camaldoli

Erem w Camaldoli – wspólnota monastyczna założona przez św. Romualda na początku XI wieku. Klasztor jest domem macierzystym dla całej kongregacji kamedulskiej.
Święty Romuald zakładał liczne eremy. Za namową biskupa Arezzo Tedalda, wzniósł pięć cel i kaplicę na tzw. Campus Maldoli, który stał się zalążkiem znanego dzisiaj eremu.
W Camaldoli znajduje się erem i klasztor. Zakonnicy obu tych domów zakonnych stanowią jedną wspólnotę. Zachowując tę samą regułę i wypełniając ślub posłuszeństwa względem tego samego opata, zachowują jednak odmienny styl życia. W klasztorze mnisi prowadzą życie bardziej wspólnotowe, w eremie zaś więcej czasu poświęca się na modlitwę. Liczba braci w eremie jest ograniczona.
Erem otoczony jest kamiennym murem, w którym znajduje się brama, prowadząca na wewnętrzny dziedziniec. Ogrodzenie to oddziela część eremu zarezerwowaną dla mnichów od części ogólnodostępnej. Każdy z mnichów ma własną celę, która oddzielona jest od cel należących do pozostałych. Pielgrzymom i turystom udostępnione zostały:
- dom pielgrzyma (wł. foresteria),
- cela św. Romualda w budynku biblioteki. Cela ma prostą strukturę: korytarz, sypialnia, studio oraz kaplica,
- kościół z chórem brewiarzowym,
- refektarz (kapitularz).